# Espai Montseny

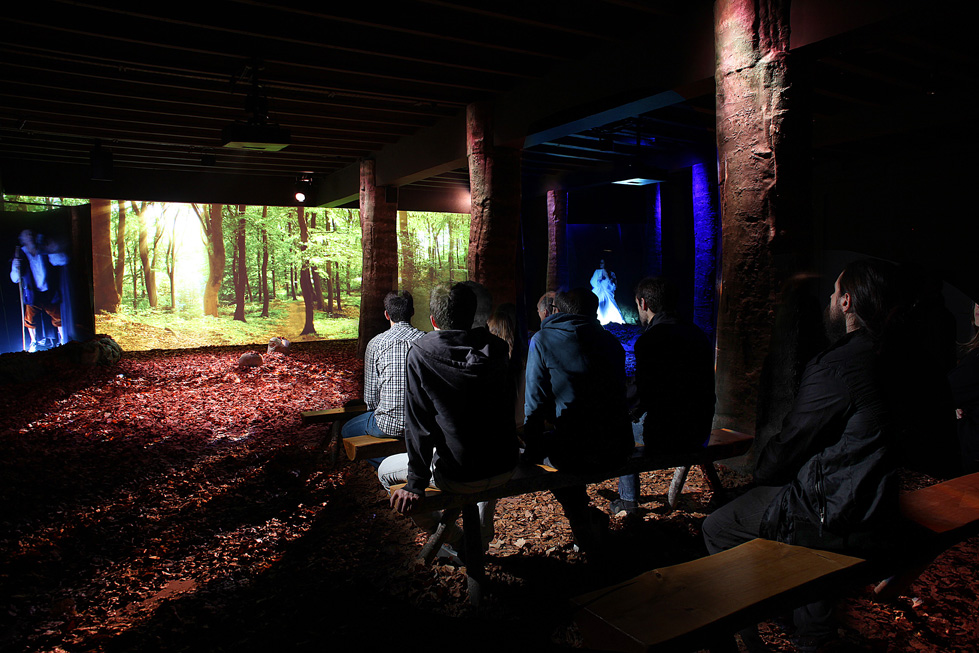
Espai Bandolers

L'Espai Montseny és un centre d'interpretació situat al Parc Natural del Montseny a Catalunya. Inaugurat el 2013, ofereix als visitants una visió de la història i tradició del lloc, a través de l'ús de diverses tècniques museogràfiques. El centre allotja l'Oficina de Turisme de Viladrau i el Punt d'Informació del Parc Natural del Montseny.
L'espai museístic exposa diverses històries de bandolerisme i bruixeria viscudes als boscos del Montseny, com ara, relats sobre el bandoler Serrallonga, les dones d'aigua o les bruixes de Viladrau. Les instal·lacions de l'Espai Montseny inclouen muntatges audiovisuals de gran format en quatre idiomes, efectes d'imatge i so envoltants, i hologrames. El centre ofereix informació i propostes d'excursions, activitats lúdiques, culturals i gastronòmiques, així com paquets turístics i serveis educatius per a grups escolars. El 2014, el 90% dels visitants van ser de Catalunya, el 6% de la resta de l'Estat Espanyol i el 4% de països europeus.